# Chapelle Sainte-Croix de Saint-Avold
Pour les articles homonymes, voir Sainte-Croix.
La chapelle Sainte-Croix est une chapelle située dans la commune française de Saint-Avold, en Moselle qui est inscrite aux monuments historiques.

## Description

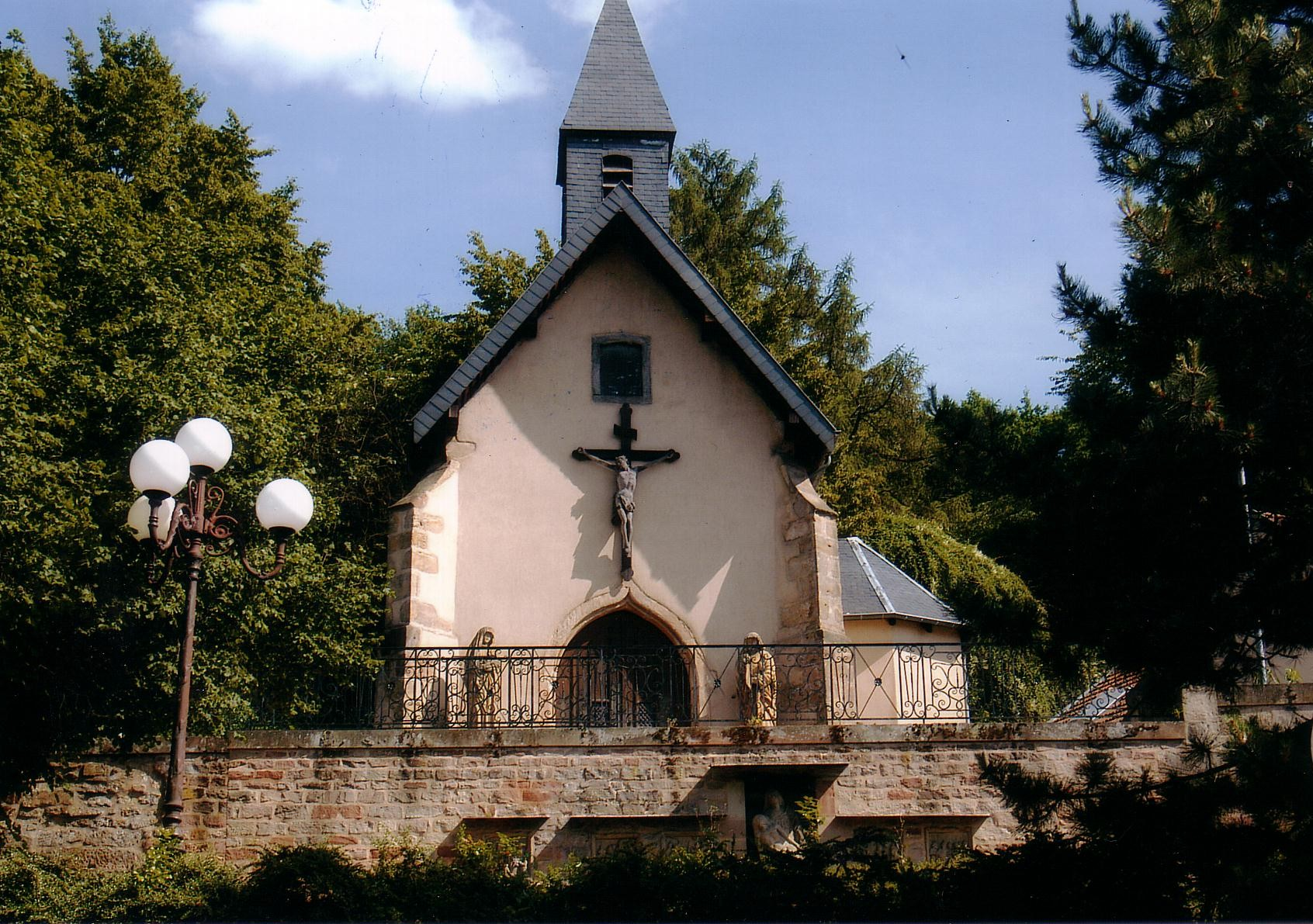

## Historique
La chapelle se trouve rue du Général-Mangin, l'année de construction est 1783.
La chapelle Sainte-Croix est inscrite par arrêté du 31 décembre 1980 au titre des monuments historiques. 